# Montreuil-Poulay
Montreuil-Poulay és un municipi francès situat al departament de Mayenne i a la regió de País del Loira. L'any 2007 tenia 402 habitants.

## Demografia

### Població
El 2007 la població de fet de Montreuil-Poulay era de 402 persones. Hi havia 164 famílies de les quals 36 eren unipersonals (16 homes vivint sols i 20 dones vivint soles), 60 parelles sense fills, 60 parelles amb fills i 8 famílies monoparentals amb fills.
La població ha evolucionat segons el següent gràfic:
Habitants censats

### Habitatges
El 2007 hi havia 215 habitatges, 163 eren l'habitatge principal de la família, 40 eren segones residències i 12 estaven desocupats. Tots els 215 habitatges eren cases. Dels 163 habitatges principals, 119 estaven ocupats pels seus propietaris, 43 estaven llogats i ocupats pels llogaters i 1 estava cedit a títol gratuït; 3 tenien una cambra, 18 en tenien dues, 33 en tenien tres, 46 en tenien quatre i 63 en tenien cinc o més. 129 habitatges disposaven pel capbaix d'una plaça de pàrquing. A 86 habitatges hi havia un automòbil i a 71 n'hi havia dos o més.

### Piràmide de població
La piràmide de població per edats i sexe el 2009 era:
| Homes | Edats   | Dones |
| ----- | ------- | ----- |
| 0     | 95 o +  | 0     |
| 0     | 90 a 94 | 4     |
| 0     | 85 a 89 | 0     |
| 8     | 80 a 84 | 8     |
| 8     | 75 a 79 | 8     |
| 20    | 70 a 74 | 20    |
| 4     | 65 a 69 | 4     |
| 12    | 60 a 64 | 4     |
| 4     | 55 a 59 | 8     |
| 12    | 50 a 54 | 12    |
| 12    | 45 a 49 | 8     |
| 16    | 40 a 44 | 12    |
| 28    | 35 a 39 | 12    |
| 20    | 30 a 34 | 12    |
| 12    | 25 a 29 | 28    |
| 4     | 20 a 24 | 4     |
| 0     | 15 a 19 | 4     |
| 12    | 10 a 14 | 4     |
| 4     | 5 a 9   | 24    |
| 32    | 0 a 4   | 20    |

## Economia
El 2007 la població en edat de treballar era de 248 persones, 192 eren actives i 56 eren inactives. De les 192 persones actives 176 estaven ocupades (97 homes i 79 dones) i 16 estaven aturades (8 homes i 8 dones). De les 56 persones inactives 19 estaven jubilades, 17 estaven estudiant i 20 estaven classificades com a «altres inactius».

### Ingressos
El 2009 a Montreuil-Poulay hi havia 165 unitats fiscals que integraven 409,5 persones, la mediana anual d'ingressos fiscals per persona era de 14.576 €.

### Activitats econòmiques
Dels 12 establiments que hi havia el 2007, 1 era d'una empresa extractiva, 1 d'una empresa de fabricació d'altres productes industrials, 2 d'empreses de construcció, 2 d'empreses de comerç i reparació d'automòbils, 1 d'una empresa de transport, 2 d'empreses d'hostatgeria i restauració, 1 d'una empresa de serveis, 1 d'una entitat de l'administració pública i 1 d'una empresa classificada com a «altres activitats de serveis».
Dels 3 establiments de servei als particulars que hi havia el 2009, 1 era un paleta, 1 fusteria i 1 restaurant.
L'any 2000 a Montreuil-Poulay hi havia 29 explotacions agrícoles que ocupaven un total de 1.260 hectàrees.

## Equipaments sanitaris i escolars
El 2009 hi havia una escola elemental.

## Poblacions més properes
El següent diagrama mostra les poblacions més properes.